# Lilí Mavrokefálou
Lilí Kaloútsa Mavrokefálou (en grec moderne : Λιλή Καλούτσα-Μαυροκεφάλου), plus connue sous le nom de Lilí Mavrokefálou (Λιλή (Αγλαΐα) Μαυροκεφάλου), (1942-), est une poétesse grecque.

## Biographie
Lilí Mavrokefálou naît en 1942 à Thessalonique, pendant l'occupation allemande, d'une mère originaire d'Asie Mineure et d'un père de l'Agrafa thessalienne du Pinde. Elle grandit à Náoussa, en Macédoine, puis s'installe à Athènes, en 1961. Depuis 2014, elle vit à Égine. Elle est diplômée en littérature anglaise et en histoire-archéologie de la faculté de philosophie de l'université d'Athènes. Elle travaille pendant une décennie dans l'enseignement secondaire et à l'Organisation nationale grecque du tourisme. Elle est veuve et mère d'un enfant. Dès 1977, avec son premier ouvrage, Ágis (Άγης), elle se consacre à la littérature. Elle est membre de la Société hellénique des gens de lettres (el) et du Club du livre grec (el).